# Unforgettable (2010)
Unforgettable ist ein österreichisches Schulprojekt und Spielfilmdrama von Adrian Goiginger. Der Film handelt von einem Jugendlichen, der aufgrund eines Unfalls ein perfektes Gedächtnis erhält und nicht mehr vergisst.

## Handlung
Der 19-jährige Daniel Reiter besucht die Abschlussklasse einer höher bildenden Schule in Salzburg, Österreich.
Durch einen Unfall, bei dem sein bester Freund Michael stirbt, erleidet Daniel eine Kopfverletzung und erinnert sich von da an an jede Sinneswahrnehmung, die er je in seinem Leben hatte. Durch diesen von da an dauerhaften Zustand stehen ihm ungeahnte Möglichkeiten offen und er verblüfft seine Mitmenschen sowohl privat als auch beruflich. So nimmt er unter anderem an der World Memory Championship 2010 teil und gehört dort zusammen mit Gunther Karsten und Ben Pridmore zu den Favoriten. Jedoch entwickelt sich der Segen schließlich zum Fluch. Er kann die Erinnerungen, die sein ganzes Leben dokumentieren, nicht mehr kontrollieren und wünscht sich schließlich nichts mehr, als wieder vergessen zu können.

## Hintergrund
Der Film ist ein Maturaprojekt, hat dafür aber ein vergleichsweise hohes Budget von rund 10.000 € und etwa 160 Mitwirkende. In der Maturaklasse befinden sich drei Crewmitglieder (Adrian Goiginger, Philipp Strauss und Georg Luger [Tontechniker]).
Neben vielen Laiendarstellern spielen auch die professionellen Schauspieler Thomas Flicker (Der Staatsanwalt, Ein Fall für Zwei) und Maik Möller (Marienhof, Der Alte) eine Rolle. Ebenso wurde der Gedächtnisweltmeister, Autor und vielmalige deutsche Gedächtnismeister Gunther Karsten engagiert. Er spielt sich selbst bei der Gedächtnisweltmeisterschaft.

## Produktionsangaben
Gedreht wurde der Film im Oktober 2009 in Salzburg und Freilassing an über 30 Drehorten, unter anderem im Cineplexx-Kino, in der Christian-Doppler-Klinik, am Salzburger Kommunalfriedhof, in einer Esso-Tankstelle und am Josef-Mayburger-Kai.
Finanziell und materiell unterstützt wurde der Film von der Bundeshandelsakademie I in Salzburg, der Raiffeisenbank, Panasonic, Sony, Porsche und diversen Kulturförderungen.

## Musik
Den Titelsong zu „Unforgettable“, mit dem gleichnamigen Titel, schrieb die österreichische Band The Seesaw. Weiters werden noch Lieder von Leo Aberer, Millions of Dreads, Doris Russo und einigen weiteren Interpreten verwendet. Die Filmmusik komponiert der Salzburger Komponist Dominik Wallner.

## Uraufführung
Die Uraufführung fand im  Kino DAS KINO in Salzburg am 17. April 2010 statt. Parallel dazu erfolgte bei Wattsmusic die Veröffentlichung auf DVD.